# Parafia św. Jana Chrzciciela w Czerniejewie
Parafia św. Jana Chrzciciela w Czerniejewie – rzymskokatolicka parafia należąca do dekanatu wrzesińskiego I archidiecezji gnieźnieńskiej. Erygowana ok. 1262 roku.